# Jusek
Jusek var ett fackförbund och intresseorganisation i Sverige som organiserade jurister, ekonomer, systemvetare, personalvetare, kommunikatörer och samhällsvetare. Medlemmarna var indelade i 4 sektioner och det totala medlemsantalet uppgick till 85 000. Jusek hade cirka 2 200 förtroendevalda som företräde medlemmarna på arbetsplatser och universitet. 1 januari 2020 gick förbundet upp i Akavia.
Jusek ingick i Saco - Sveriges akademikers centralorganisation, som är en partipolitiskt obunden sammanslutning av 22 självständiga fackförbund.
Ordförande i Jusek var Sofia Larsen.  År 2013 utsåg förbundsstyrelsen Magnus Hedberg till verkställande direktör för Jusek. Förbundet hade cirka 90 anställda och 40 studentmarknadsförare.
Förbundets medlemstidning hette Karriär.

## Historia
Jusek har sina rötter i statsvetenskapliga intresseföreningar och motsvarande organisationer för jurister som bildades i slutet av 1930-talet. Det nationella Statsvetenskapliga intresseförbundet bildades 1942; detta bytte 1956 namn till Sveriges Samhällsvetarförbund. År 1947 bildades Sveriges Juristförbund, vilket 1969 gick samman med samhällsvetarförbundet och bildade Jurist- och samhällsvetarförbundet, förkortat JUS. Förkortningen ändrades 1979 till JUSEK för att påpeka ekonomernas tillhörighet och 1997 gjordes förkortningen till egennamnet Jusek.